# Grace Kemp
Pour les articles homonymes, voir Kemp.
Pas d'image ? Cliquez ici

a Compétitions nationales et continentales officielles uniquement.

b Matchs officiels uniquement.
Grace Kemp, née le 8 juin 2001 à Goulburn (Australie), est une joueuse internationale australienne de rugby à XV évoluant aux postes de troisième ligne centre et deuxième ligne. Elle est également une joueuse de rugby à XIII.

## Biographie
Grace Kemp naît le 8 juin 2001 à Goulburn en Australie.
En 2022, elle joue pour les Brumbies de Canberra. Elle compte 3 sélections en équipe d'Australie quand elle est retenue en septembre 2022 pour disputer la Coupe du monde en Nouvelle-Zélande.